# Binodoxys mackaueri
Binodoxys mackaueri is een insect dat behoort tot de orde vliesvleugeligen (Hymenoptera) en de familie van de schildwespen (Braconidae). De wetenschappelijke naam van de soort werd voor het eerst geldig gepubliceerd door Das & Chakrabarti in 1989.